# Ratelpopulier
De ratelpopulier, trilpopulier of esp (Populus tremula) is een boom uit de wilgenfamilie (Salicaceae). Het is een boom die van nature voorkomt in de gematigde en koude streken in Europa, Azië en een geïsoleerde locatie in Noordwest-Afrika. In Nederland komt de ratelpopulier onder andere voor in de Gelderse Poort, de Millingerwaard en het Roggebotzand. De boom wordt in de regel ongeveer honderd jaar oud.
De ratelpopulier groeit vooral op goed ontwaterende grond, hoewel de soort ook wel in moerassen gevonden wordt. Natuurlijke vegetatieve vermeerdering gaat via wortelopslag.

## Beschrijving
De boom kan 20-35 m hoog worden, heeft opgaande takken en vormt een brede kroon.
De jonge bast is glad en geelbruin met grote ruitvormige lenticellen. Bij het ouder worden krijgt de schors langsgroeven en wordt deze donkergrijs of in sommige gevallen wit. (meestal bij ziektes)
De jonge twijgen zijn koperbruin en tot in mei roodachtig gekleurd. De twijgen zijn rond en niet behaard. De toegespitste, bijna kale, gele tot donkerbruine knoppen zijn iets kleverig.
De afwisselend geplaatste 3-8 cm grote, bijna ronde bladeren hebben een onregelmatig grof getande bladrand. De gegolfde bladeren hebben een afgeplatte bladsteel waardoor de bladeren bijna altijd ritselen, vandaar de naam ratelpopulier. De bladvoet is afgeknot tot iets hartvormig. De bladsteel is 3-8 cm lang. De bovenkant van het blad is groen en de onderkant blauwgroen, aanvankelijk viltig maar spoedig kaal wordend. De herfstkleur is goudgeel.
De ratelpopulier bloeit in maart en is tweehuizig (er zijn aparte mannelijke en vrouwelijke bomen). Het mannelijke katje is 5-10 cm lang en heeft een groen met bruin kleurpatroon. Het vrouwelijke katje is 2-4 cm lang en heeft roodachtige schutbladen en grijze haren. Mannelijke bloemkatten hebben 4-12 meeldraden. Ze vallen spoedig af na het loslaten van het stuifmeel, dat door de wind wordt verspreid (windbestuiving).
De vrouwelijke katjes worden na de bestuiving witwollig en blijven tot in mei hangen. Dan springt de slanke, tweekleppige doosvrucht open en komt het 3 × 1 mm grote zaad vrij. Het is omgeven door donzig pluis en voert ver op de wind mee. Sommige bomen produceren zoveel pluis dat het lijkt of het sneeuwt. Mensen kunnen voor dit pluis allergisch zijn. Lang niet alle pluis bevat een zaadje.

## Toepassingen
De ratelpopulier wordt gebruikt voor bosaanplant, landschappelijke beplantingen en in parken. Hij werd vroeger wel geplant naast de 'bruidssuite' van hotels. Het rustgevende geluid van de bladeren zou het jonge paar goed doen. Het hout van de ratelpopulier wordt gebruikt in de papierindustrie en omdat het traag brandt en niet knettert is het tevens de aangewezen boom om lucifers van te maken.
Daarnaast wordt het hout vanwege de eigenschappen ook gebruikt in de saunabouw. Het wordt bijna niet warm, heeft geen last van 'harsbloeden' en splintert nauwelijks. Het wordt daarom gebruikt voor ligbanken.

## Vermeerderingswijze
De ratelpopulier wordt vegetatief vermeerderd door middel van worteluitlopers of geënt op de ook vegetatief vermeerderde cultivar Populus alba 'Raket'. De ratelpopulier is niet door middel van winterstekken te vermeerderen. In-vitrovermeerdering wordt ook toegepast. Dit gebeurt in een laboratorium met een klein stukje weefsel vaak van het blad. Hieruit groeit dan uiteindelijk een boom.

Afbeeldingen van ratelpopulier
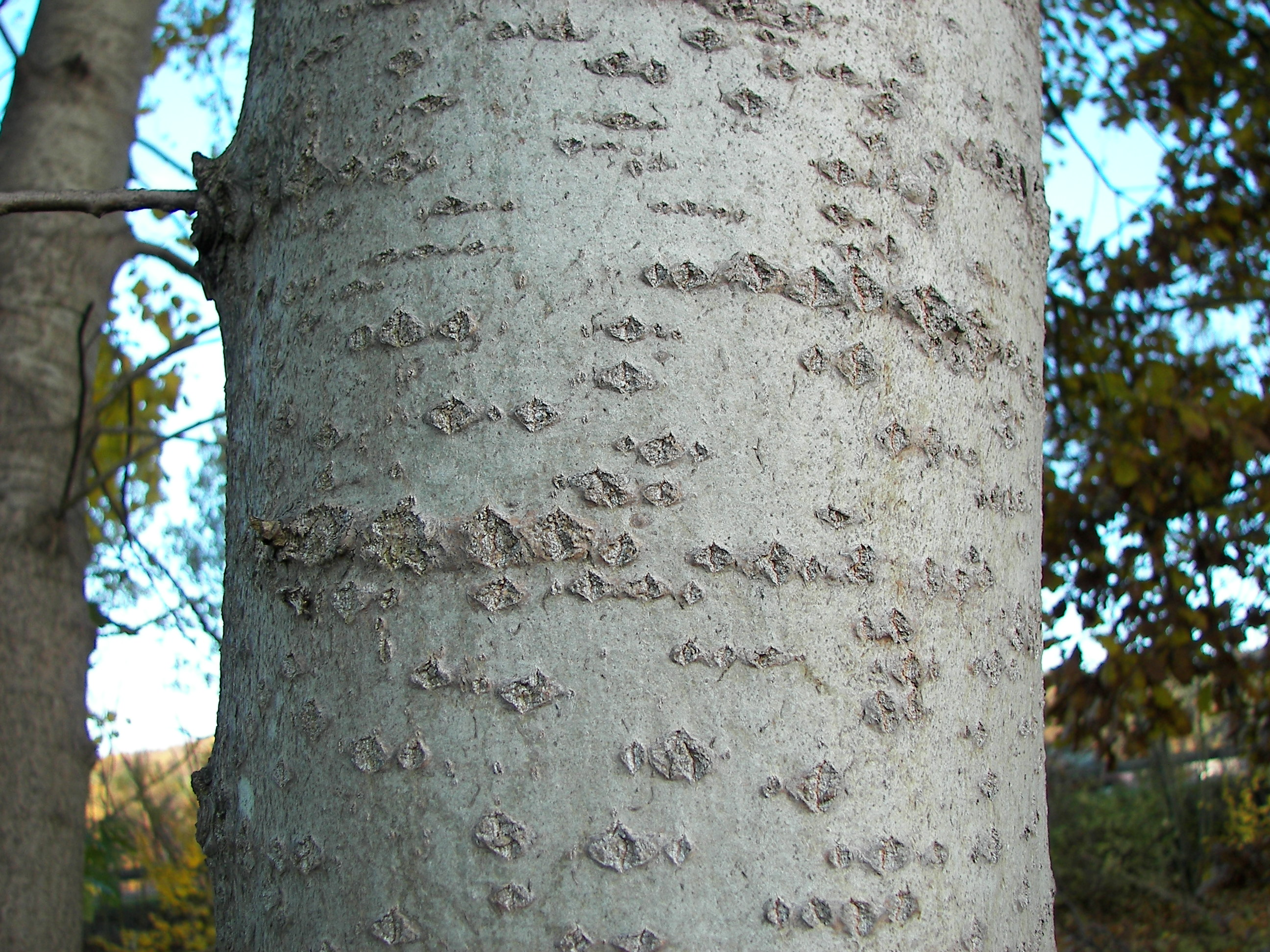
Bast jonge boom
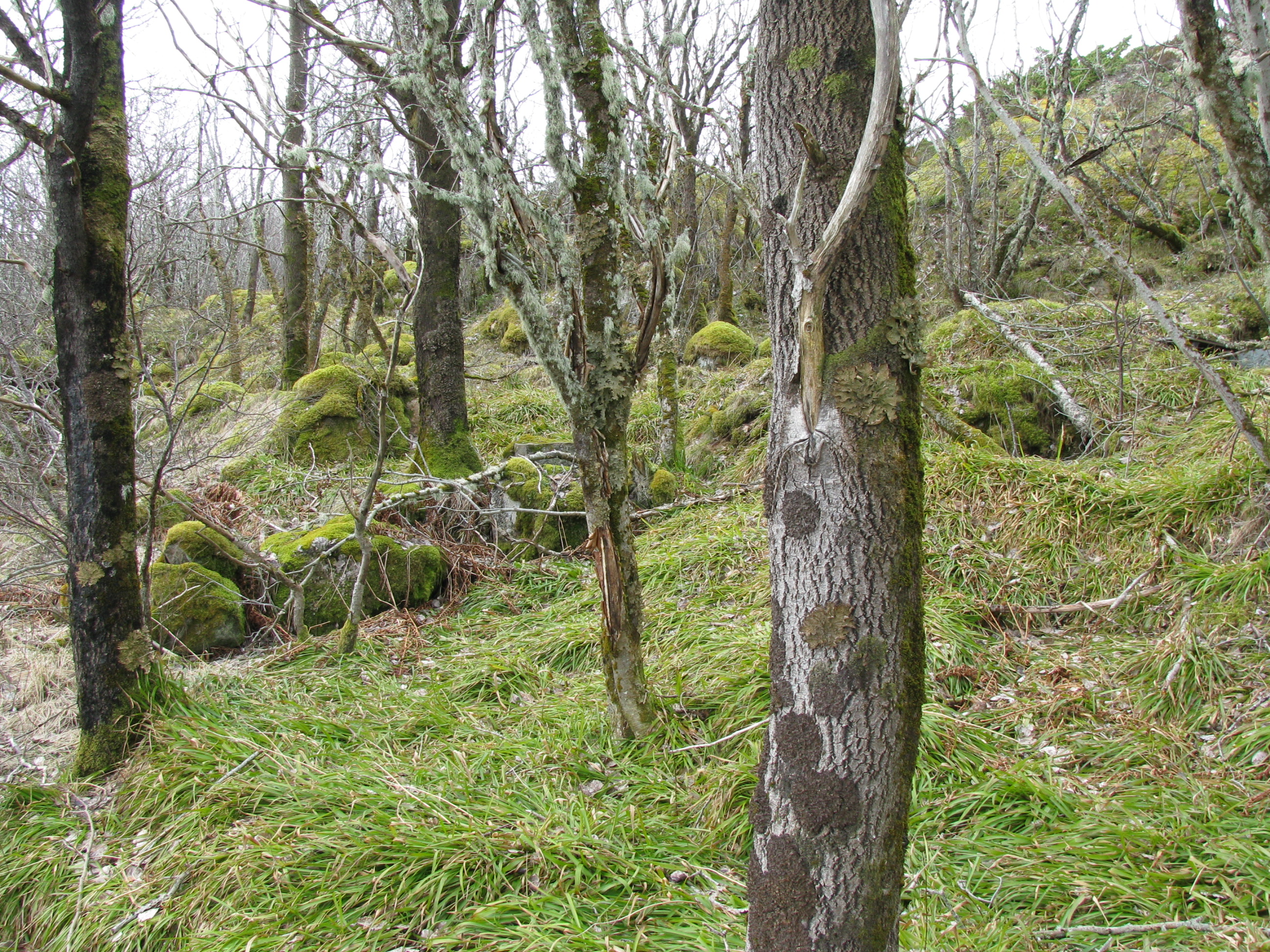
Bast oudere boom
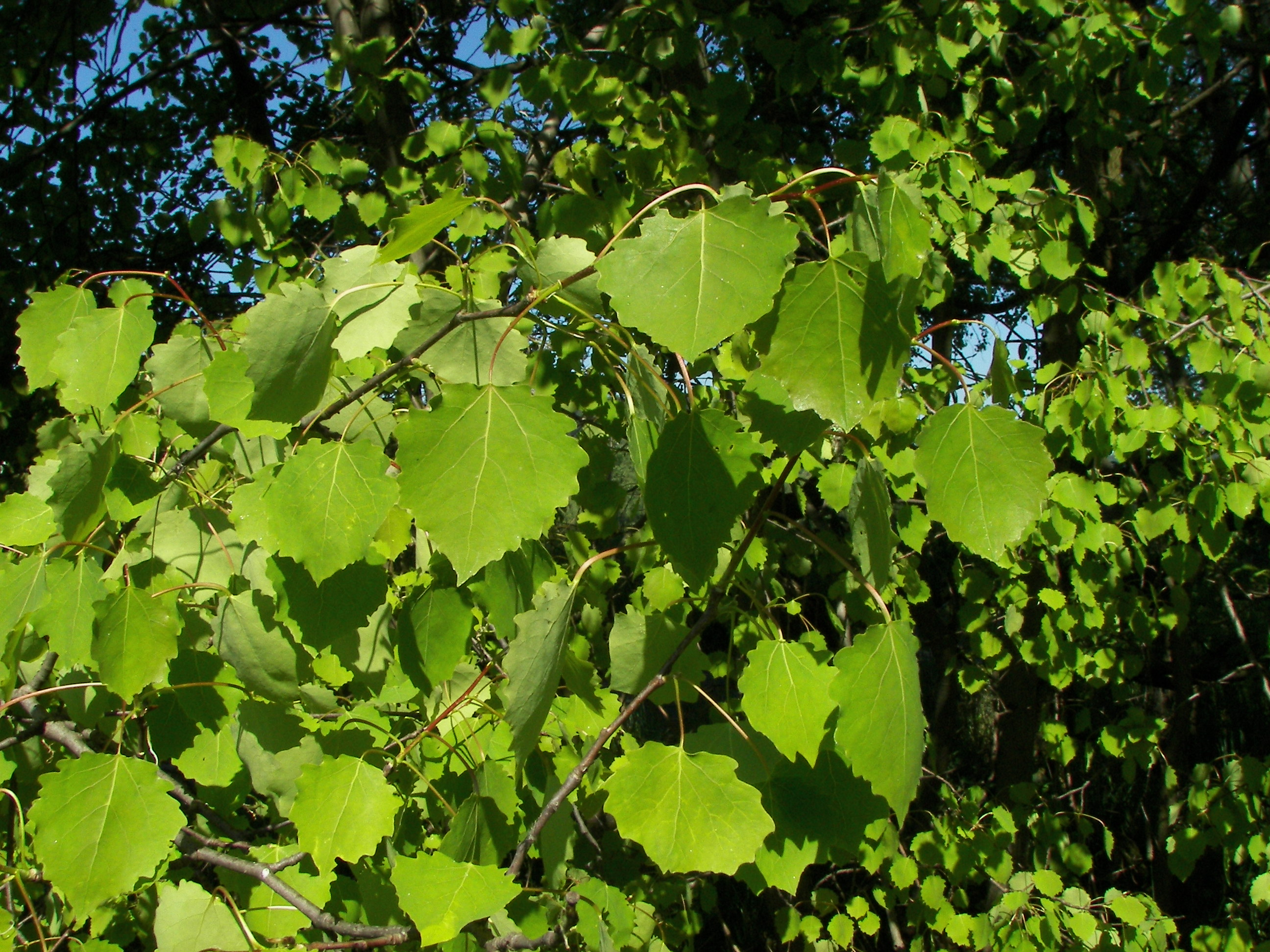
Jonge bladeren
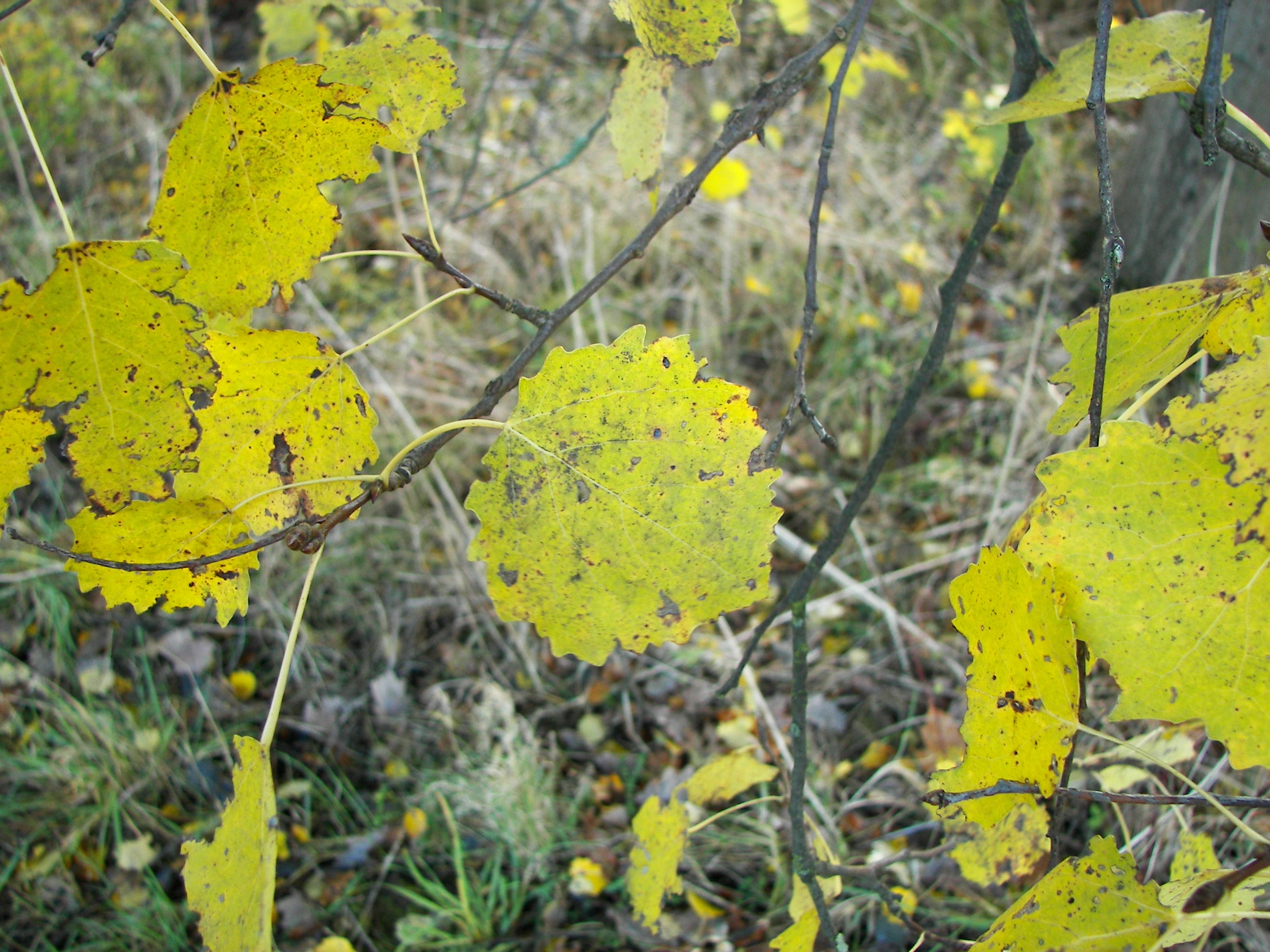
Herfstkleur
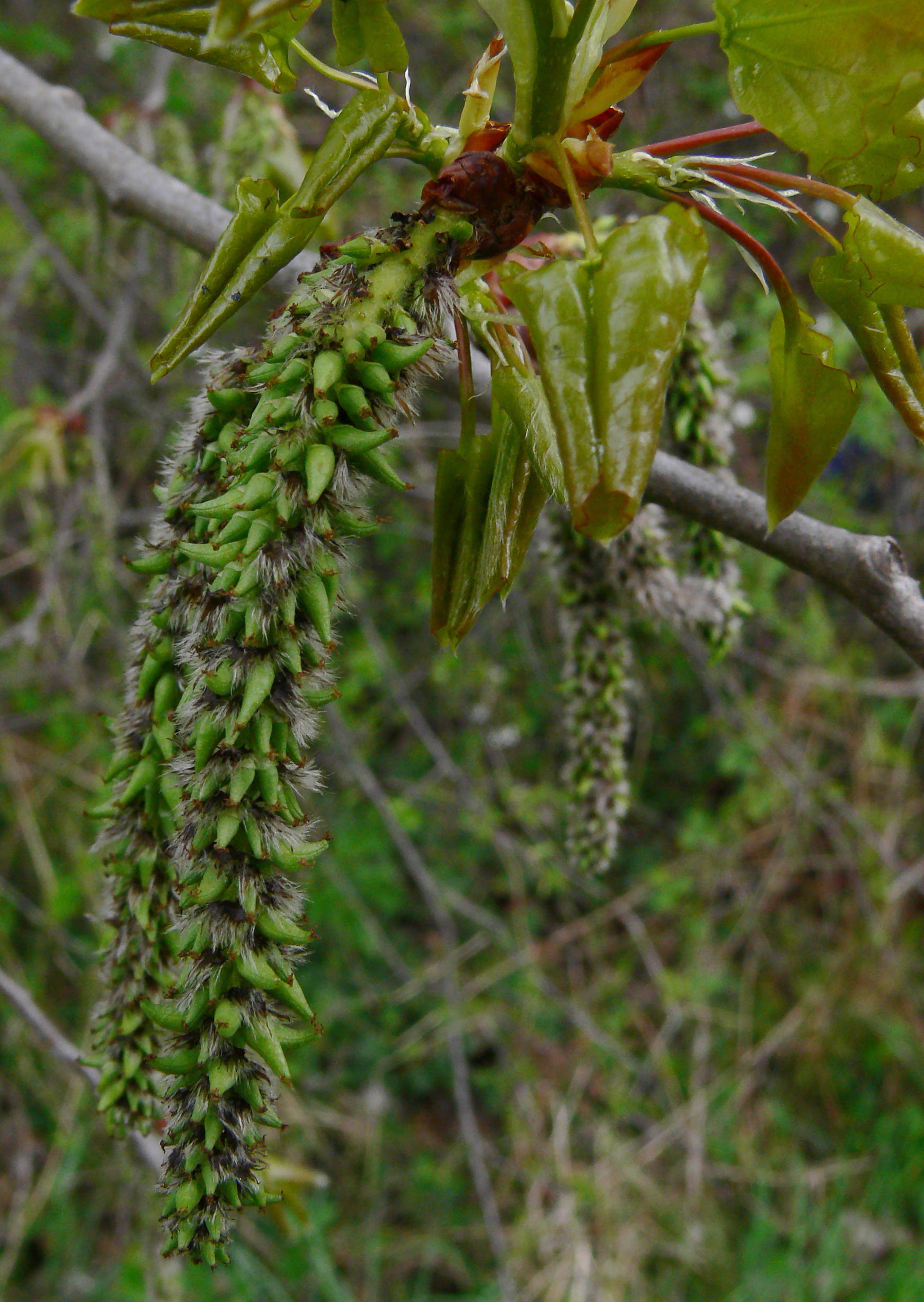
Vrouwelijke katjes
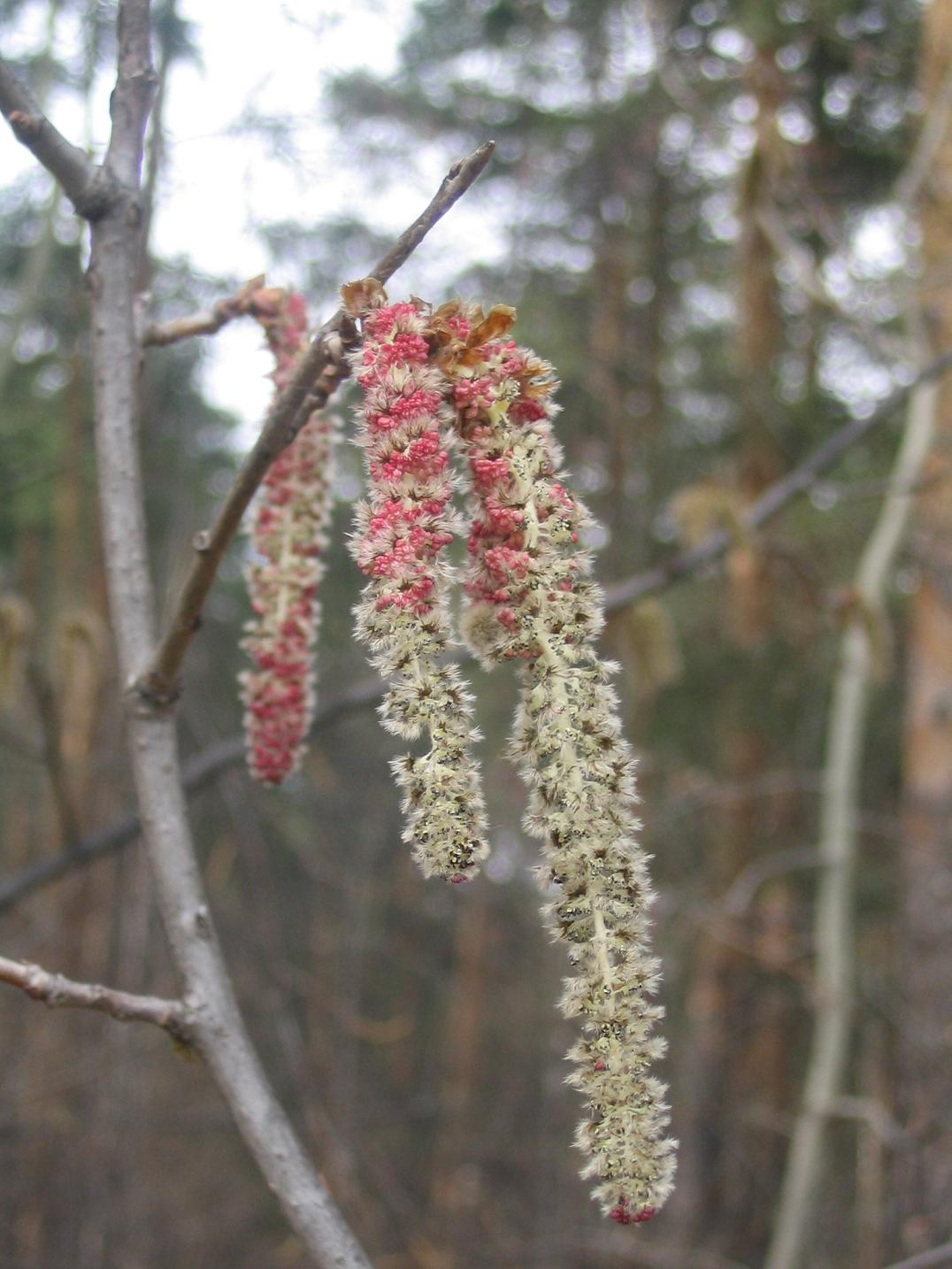
Mannelijke katjes

## Ziekten en plagen
Van belang zijnde insecten zijn de wilgenhoutvlinder, de hoornaarvlinder en de satijnvlinder.

Insecten op ratelpopulier
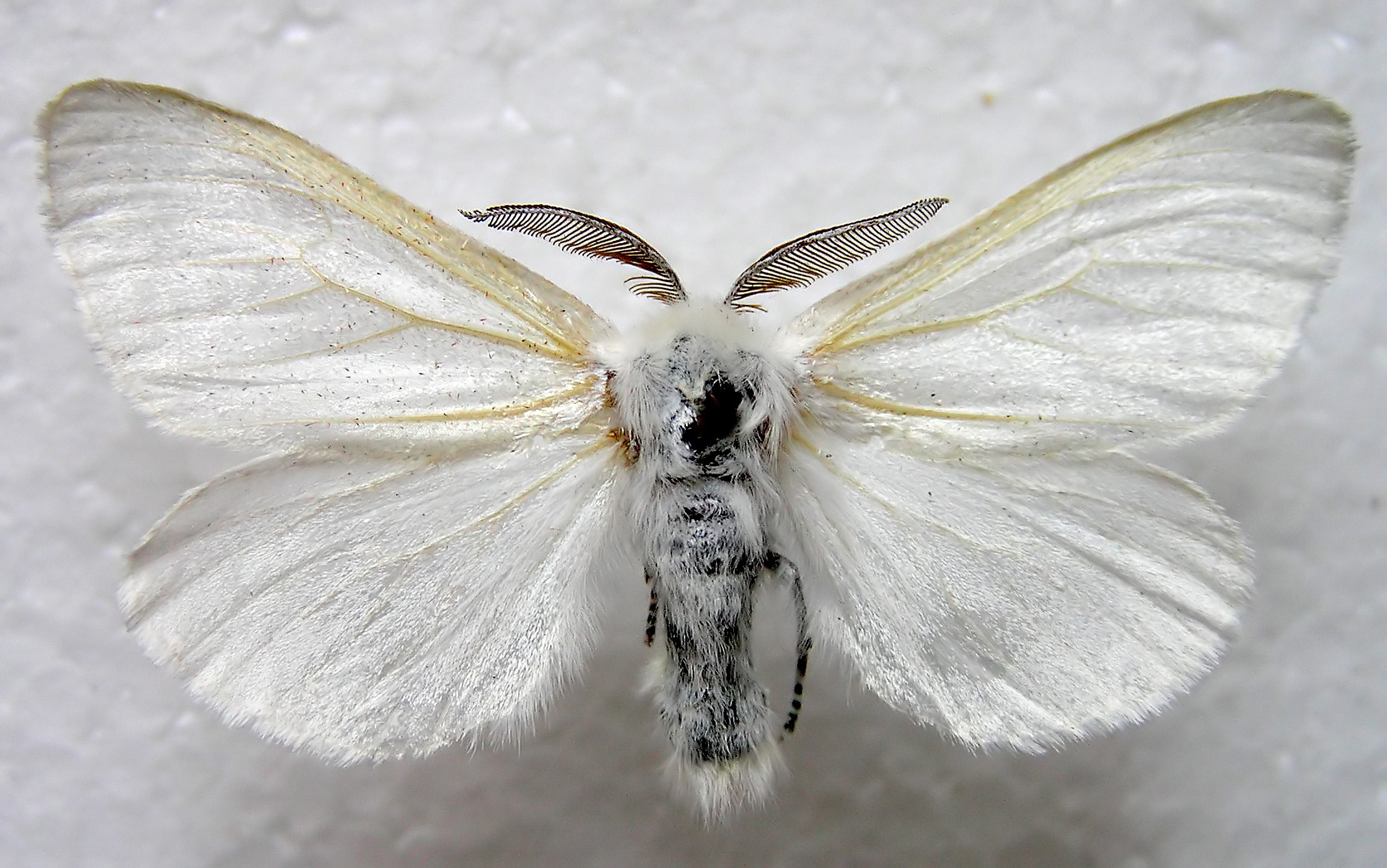
Satijnvlinder
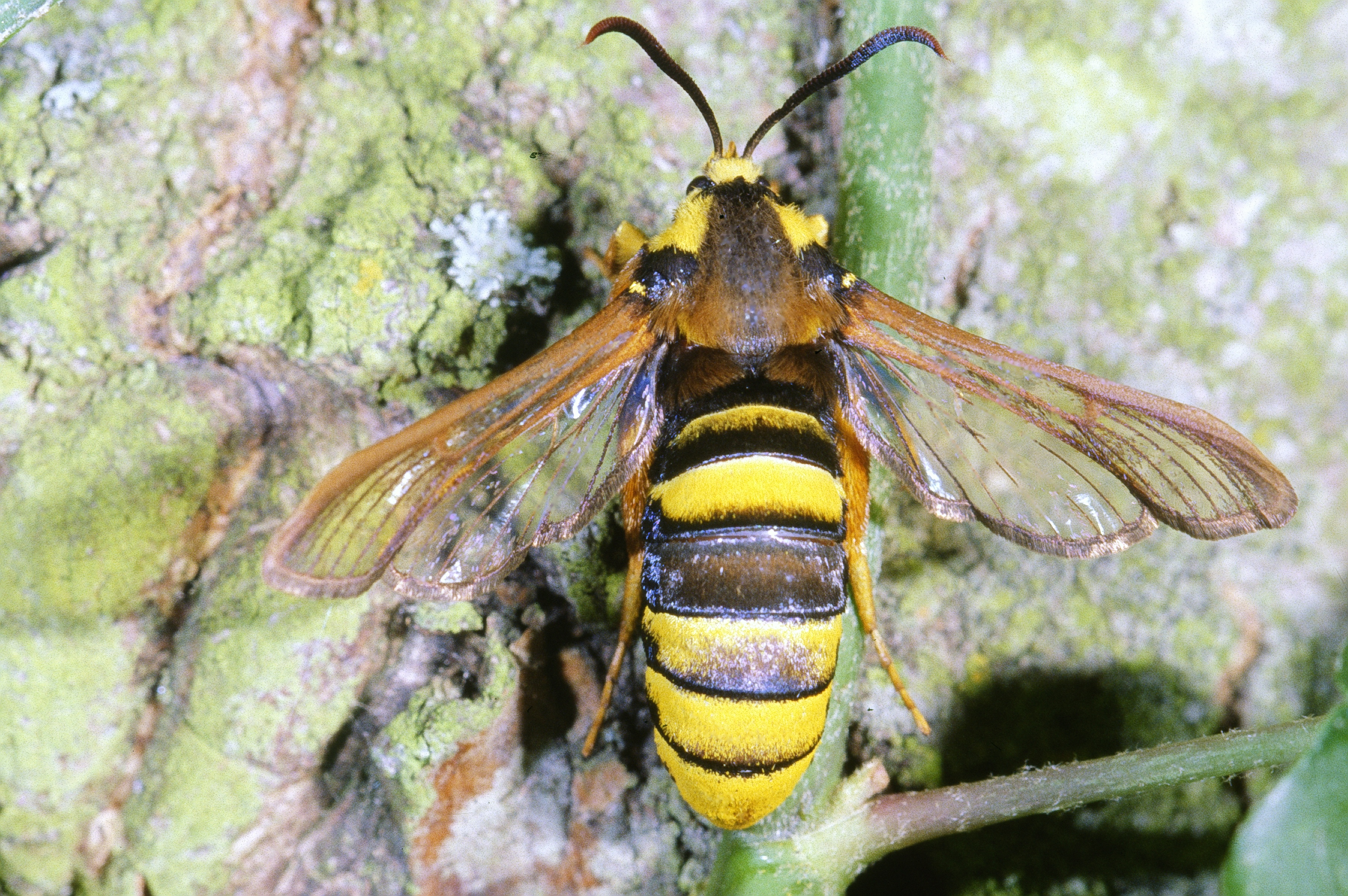
Hoornaarvlinder
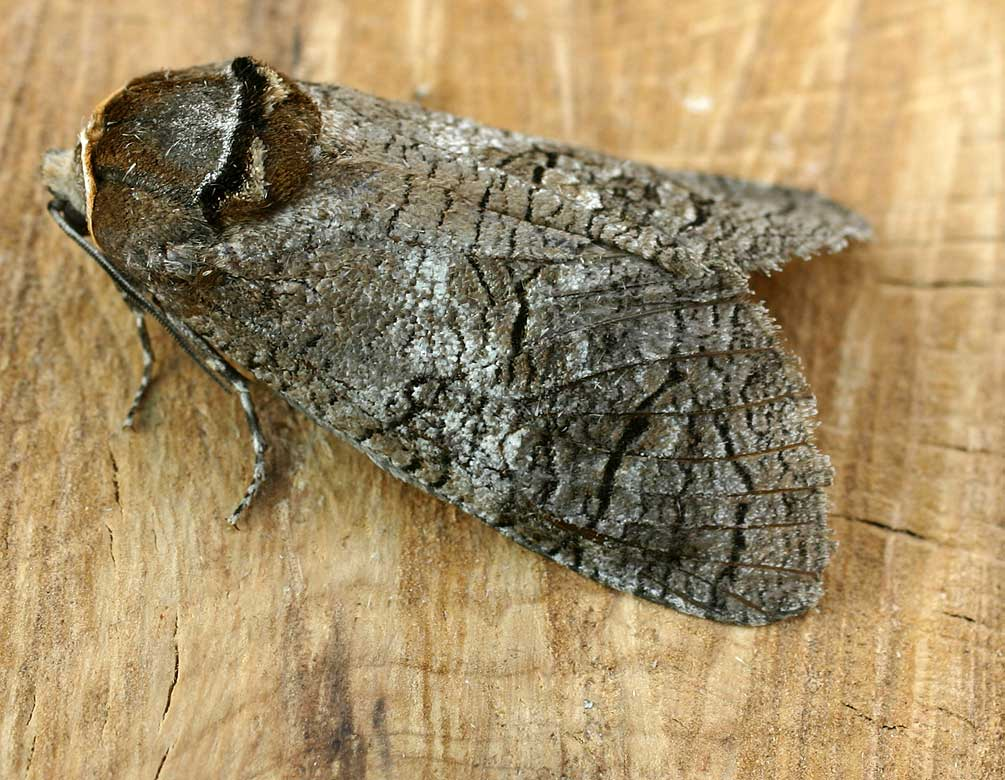
Wilgenhoutvlinder

De ratelpopulier kan aangetast worden door de lariks-populierenroest (Melampsora larici-populina), bladvlekkenziekte (Marssonina brunnea) en een echte meeldauw Erysiphe adunca.

Schimmels op ratelpopulier
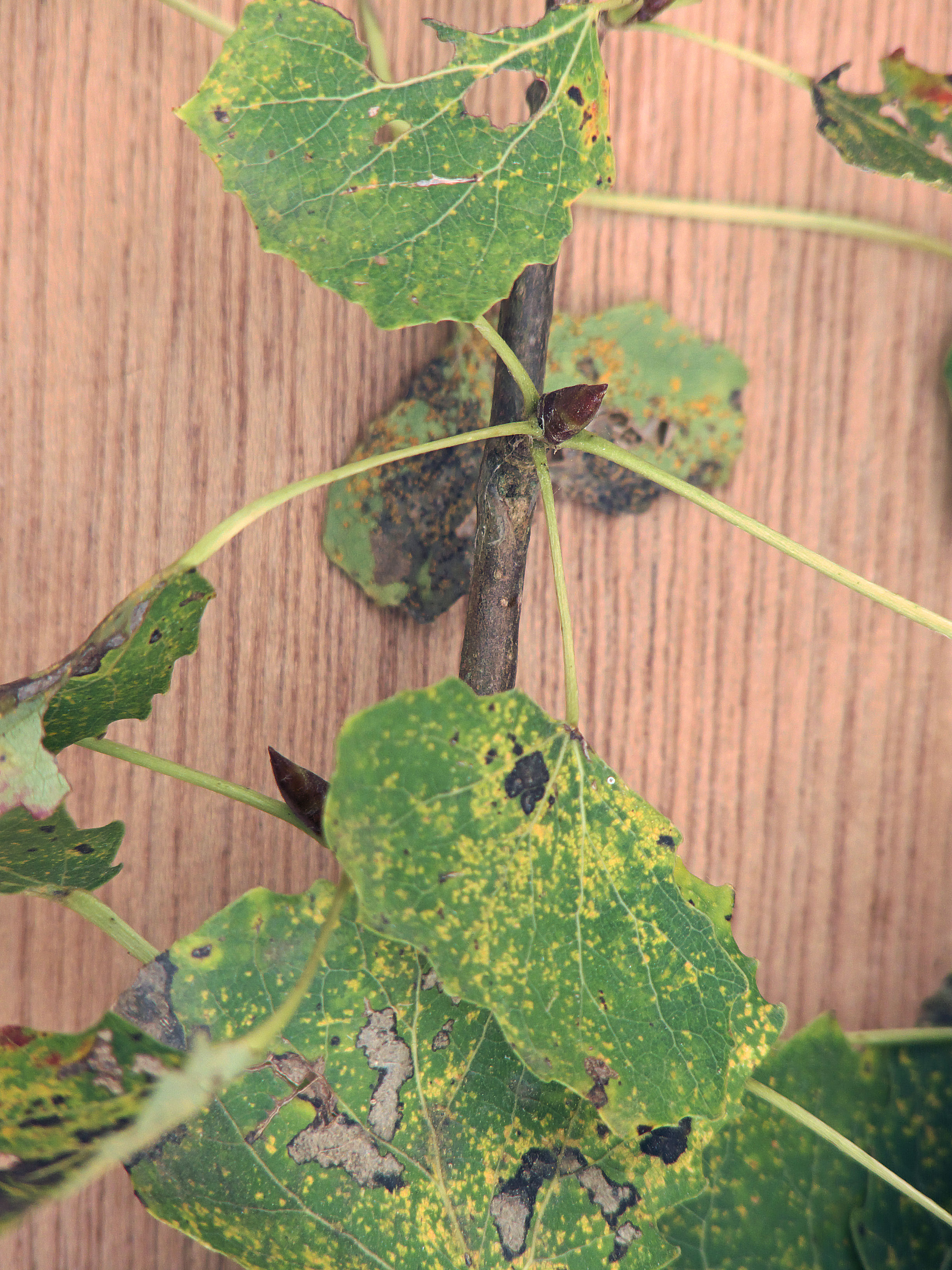
Knop en blad met lariks-populierenroest
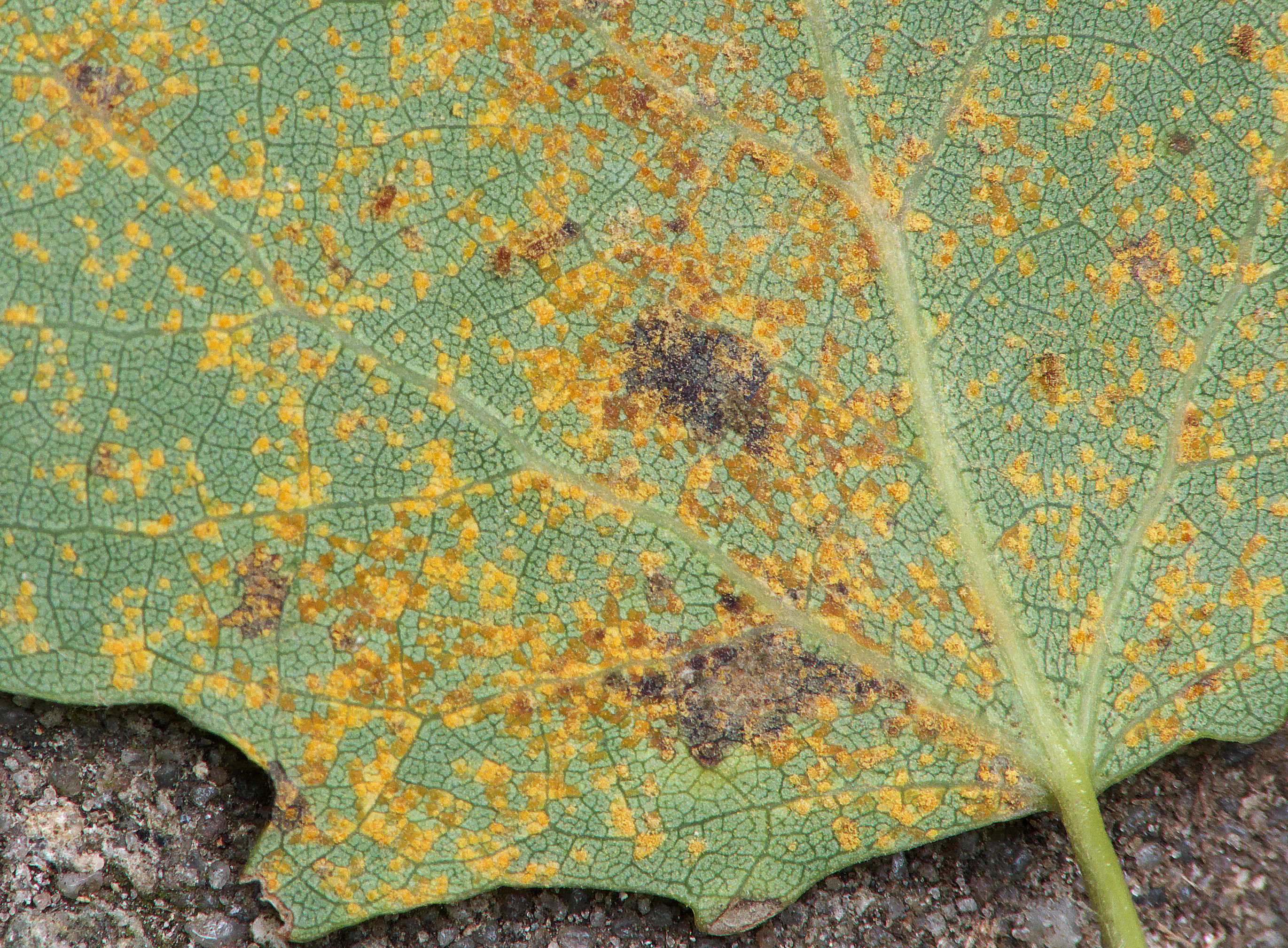
Lariks-populierenroest achterkant blad
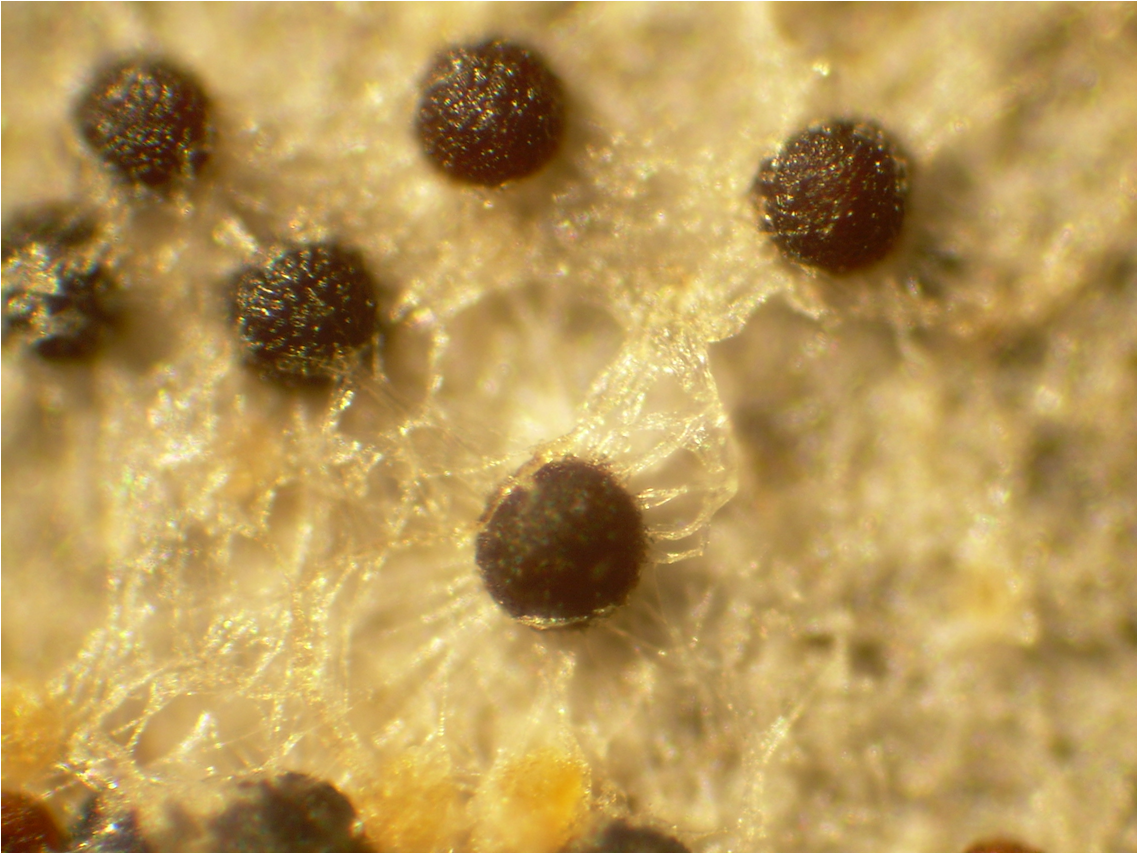
Cleistothecium van de echte meeldauw Erysiphe adunca
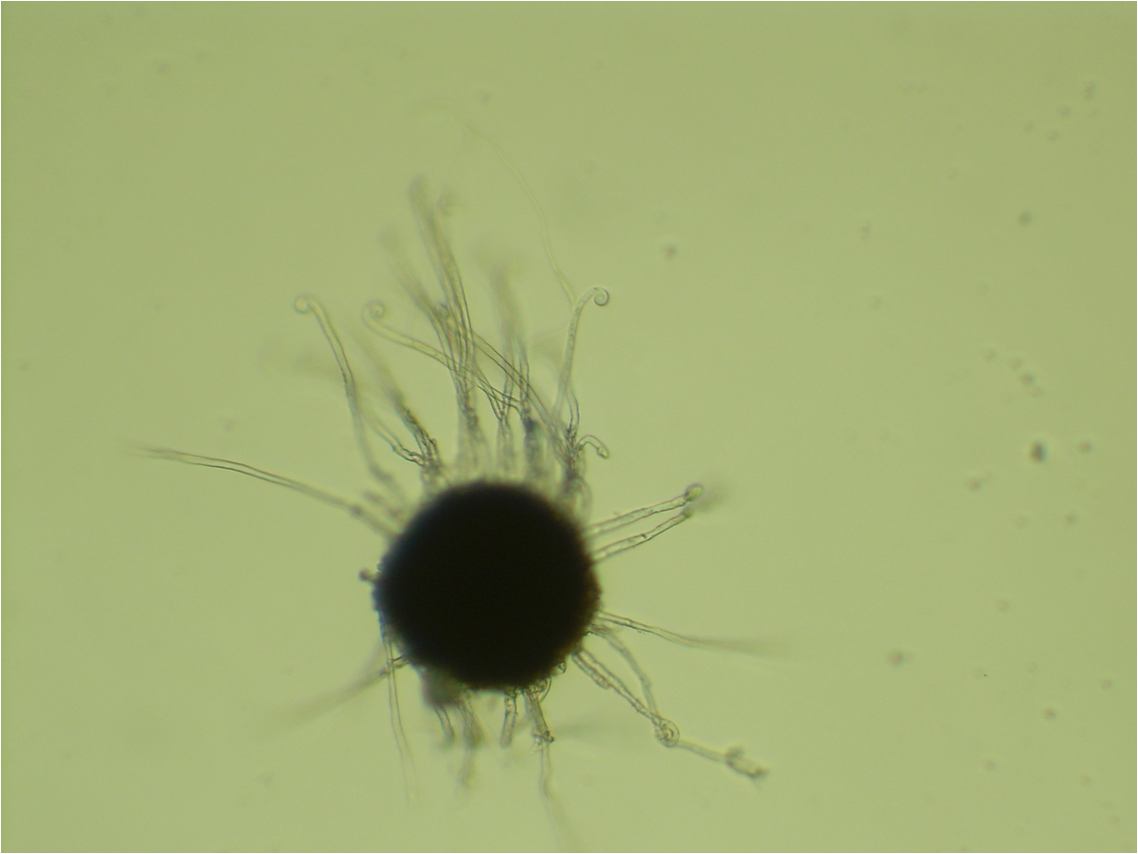
Cleistothecium van de echte meeldauw Erysiphe adunca